# Troides aesacus
Espèce
Statut de conservation UICN

 VU IUCN2.3 : Vulnérable
Statut CITES
Troides aesacus est une espèce de papillons de la famille des Papilionidae et de la sous-famille des Papilioninae et du genre Troides.

## Systématique
L'espèce Troides aesacus a été initialement décrite en 1903 par l'entomologiste allemand Felix Ney (d) sous le protonyme d’Ornithoptera aesacus.

## Formes
- Troides aesacus f. maculatusaurum Parrott & Deslisle, 1987
- Troides aesacus f. masaeae Ohya, 1995
- Troides aesacus f. purpurea Sumiyoshi, 1989
- Troides aesacus f. tenebricosa Parrott & Deslisle, 1987[1].

## Description
Troides  aesacus est un papillon de grande envergure aux ailes antérieures longues à apex angulaire, dont le corps présente un thorax noir et un abdomen jaune. Il existe un dimorphisme sexuel de couleur.
Les mâles ont sur le dessus des ailes antérieures noires avec une bande bleu-vert sur le bord costal et plus fine sur le bord interne et le bord externe et des ailes postérieures très finement bordées de noir. Les revers bleu-vert avec aux ailes antérieures des veines noires et très largement bordées de noir et aux ailes postérieures une ligne submarginale de taches noires.
Les femelles sont de couleur noire avec aux ailes antérieures une rangée de chevrons blanc et un damier de taches blanches laissant la partie basale et l'apex noirs et aux ailes postérieures d'une ligne submarginale de très hauts triangles blancs centrés d'un point noir.

## Écologie et distribution
Troides  aesacus est présent aux îles Obi, qui font partie des Moluques du Nord, province d'Indonésie.

### Biotope
Troides  aesacus réside dans la forêt primaire humide.

### Protection
Troides  aesacus est inscrit comme vulnérable sur le red data book.